# Paranoid Park (romanzo)
(Paranoid Park)
Paranoid Park è un romanzo dello scrittore statunitense Blake Nelson edito per la prima volta nel 2006.
Il testo è composto da una serie di lettere che il protagonista Alex scrive, allo scopo di confessare il terribile segreto che lui tiene nascosto. Alla fine del romanzo Alex deciderà cosa fare di tutte queste lettere.
L'autore ha affermato che questo libro si ispira a Delitto e castigo.

## Trama
Portland. Alex è un adolescente comune: trascorre le sue giornate frequentando il liceo e andando in skateboard con gli amici, attività che lo aiutano a non pensare al divorzio dei genitori.
Una sera Alex decide di recarsi al Paranoid Park, uno skatepark illegale frequentato da tipi poco raccomandabili. Qui viene avvicinato da Scratch, che lo convince a saltare su un treno in corsa per recarsi a un supermercato e comprare della birra.
Nel tentativo di saltare sul treno, Alex e Scratch vengono scoperti da un guardiano notturno che li aggredisce: inizia una colluttazione e Alex si difende colpendo con il suo skateboard il guardiano. Quest'ultimo cade a terra e rimane tranciato a metà dalle ruote del treno in movimento.
Scratch si dilegua sparendo definitivamente dalla città, mentre per Alex comincia un vero calvario: da un lato non vuole confessare l'accaduto perché teme di rovinare per sempre la sua vita e quella della sua famiglia, dall'altro quel segreto lo logora, rendendogli impossibile vivere un'esistenza serena.
Alex viene anche interrogato dall'ispettore Brady, che sta seguendo il caso del guardiano morto sui binari, ma non confessa le sue colpe e riesce a farla franca.
L'unica persona che sembra essere vicina ad Alex in questo momento di difficoltà è Macy, una ragazza che vive nel suo quartiere. Macy capisce che il suo amico ha un segreto terribile che non può rivelare, e lo convince a scrivere delle lettere per sfogarsi, per liberarsi dal peso che lo opprime.
Alex accetta il consiglio e scrive delle lettere in cui rivela tutta la vicenda. È questo il modo per esorcizzare la sua sofferenza e cercare di continuare a vivere una vita accettabile, pur sapendo di aver causato la morte di un uomo. Quel ricordo non lo lascerà mai, Alex lo sa bene, ma può farcela ad essere di nuovo un ragazzo quasi normale.
Nell'ultima lettera, Alex ringrazia Macy per il supporto, ma poi brucia tutto ciò che ha scritto: ha deciso, non rivelerà mai a nessuno ciò che successe quella notte al Paranoid Park.

## Adattamenti
Il regista Gus Van Sant ha portato questo romanzo sul grande schermo: il film, anch'esso intitolato Paranoid Park, ha vinto il premio speciale al Festival di Cannes del 2007.

## Edizioni
- Blake Nelson, Paranoid Park, traduzione di Paola Bertante, Superpocket, Rizzoli Editore,, 2009,  p. 177, ISBN 978-88-462-1050-0.